# Upplands runinskrifter 314
Upplands runinskrifter 314 är en nu försvunnen vikingatida runsten som funnits i Harg, Skånela socken och Sigtuna kommun. Stenen är ungefär 1,45 meter hög och 1 meter bred.

## Inskriften
Translitterering av runraden:
[hulmntis ' lit · kiara ' miarki ' at ' iufirfast ' totur · sin]
Normalisering till runsvenska:
Holmdis let gæra mærki at Iufurfast, dottur sina.
Översättning till nusvenska:
Holmdis lät göra minnesmärket efter Juvurfast, sin dotter.
Runstenarna U 312, U 313 och U 314 är alla resta till minne av Juvurfast och är sannolikt resta samtidigt och ristade av samme ristare.